# فرانکفورد (فیلادلفیا)
فرانکفورد (به انگلیسی: Frankford) یک منطقهٔ مسکونی در ایالات متحده آمریکا است که در فیلادلفیا واقع شده‌است.